# Suurisaari (ö i Finland, Norra Savolax, Nordöstra Savolax, lat 63,01, long 28,92)
Suurisaari är en ö i Finland. Den ligger i sjön Soppi och i kommunen Kaavi i den ekonomiska regionen  Nordöstra Savolax ekonomiska region  och landskapet Norra Savolax, i den centrala delen av landet, 400 km nordost om huvudstaden Helsingfors. Öns area är 0,7 hektar och dess största längd är 110 meter i öst-västlig riktning.